# Falso Shemp

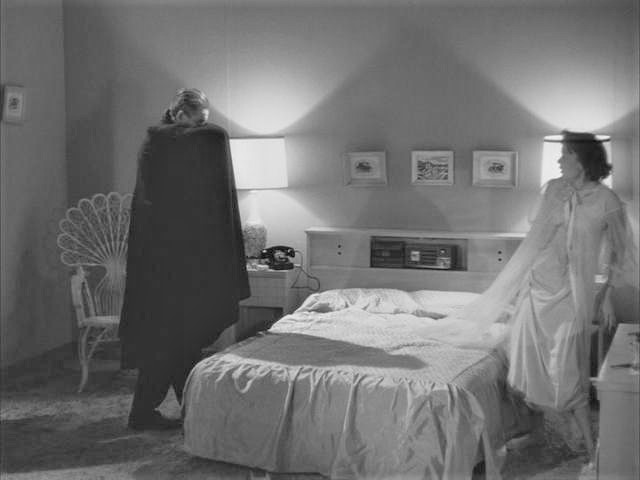
Escena

El falso Shemp, Shemp falso (Fake Shemp en inglés) o simplemente Shemp es alguien que aparece en una película como reemplazo de otro actor o persona. Su aparición se distingue cuando se le disfraza utilizando métodos tales como maquillaje pesado, el rodaje por la parte posterior del cuerpo, o el uso de tomas parciales del actor. Acuñado al director Sam Raimi, el término recibe su nombre por Shemp Howard de Los Tres Chiflados, cuya muerte súbita en 1955 requirió el uso de dichas técnicas para finalizar películas a las cuales ya estaba comprometido. Un método que alguna vez fue común a lo largo del siglo XX, el uso de Shemps falsos para emular personas vivas está prohibido hoy en día en los contratos del Sindicato de Actores de Cine, en gran parte debido a la demanda de Crispin Glover —tras ser reemplazado por Jeffrey Weissman en Back to the Future Part II— que determinó que dicho método viola los derechos a la personalidad del actor original. El método continúa siendo utilizado en casos, como el de Shemp, donde el actor original ha fallecido y se obtiene permiso del representante legal del actor fallecido.

## Origen
El término hace referencia al trío cómico Los Tres Chiflados. El 22 de noviembre de 1955, el Chiflado Shemp Howard moría de un ataque al corazón a la edad de 60 años. En ese momento, los Chiflados todavía tenían cuatro cortos por entregar (Rumpus in the Harem, Hot Stuff, Scheming Schemers, y Commotion on the Ocean), por los términos de su contrato anual con la Columbia Pictures. En este punto, los recortes presupuestarios en la Columbia los obligó a hacer un uso intensivo de metrajes de cortos previamente completados de todos modos, por lo que fueron capaces de completar los cortos sin Shemp. El nuevo corto de los otros dos Chiflados (Moe Howard y Larry Fine) fue filmado y editado junto con el material de archivo. Cuando la continuidad del corto requería que Shemp apareciera en estas nuevas escenas, utilizaron al doble de Shemp, Joe Palma, a menudo sólo aparece de espaldas o con un objeto para ocultar su cara. Palma se convirtió en el "Falso Shemp" original, aunque el término no era de uso oficial en ese momento.

## Cortometrajes deLos Tres Chiflados

### Rumpus in the Harem
En Rumpus in the Harem, Palma es visto de espaldas varias veces. La primera vez se produce en el restaurante cuando Moe declara que el trío tiene que hacer algo para ayudar a sus novias. Larry concluye la conversación diciendo "¡Ya lo tengo, lo tengo!", Moe le pregunta "¿Qué?", y Larry responde: "¡un terrible dolor de cabeza!". Luego Palma es visto de espaldas siendo perseguido por el guardia del palacio. Unas pocas líneas de diálogo aparecen —¡"Vaya Moe, Larry! ¡Moe ayuda!"— con la voz del verdadero Shemp desde las bandas sonoras de Fuelin' Around y Blunder Boys. Palma luego fue visto de costado cuando estaba mirando a las chicas del palacio (que permitía ver la mitad de su cara, porque estaba más lejos de la cámara que Moe o Larry).
Palma es visto por última vez, haciendo una carrera loca por la ventana abierta, y el suministro de su propio grito antes de hacer el salto final. Esta fue una de las pocas veces durante su papel como el doble de Shemp en el que Palma estaba obligado a hablar sin la ayuda del doblaje.

### Hot Stuff
En Hot Stuff, Palma es visto varias veces, la primera vez se produce cuando los Chiflados están disfrazados con barbas, se inmiscuyen a través de los pasillos de la oficina. Moe le indica a Shemp que siga a una chica de aspecto sospechoso, Palma responde gruñendo "¡Muy bien!". Luego camina fuera de la cámara, lo que les permite a Moe y Larry terminar la escena por sí mismos. Éste es el único momento en el que a Palma se le permitió que su rostro se le vea en la cámara. Mientras llevaba puesta una barba, su cara se oculta con éxito.
Luego Palma es visto de espaldas mientras los Chiflados están encerrados en el laboratorio. Palma intenta imitar el famoso grito de Shemp, ¡Heep, heep, heep!. Una vez más, Moe dirige a Shemp, esta vez para que vigile la puerta. Palma obliga a murmurar unos cuantos ¡heep, heep, heep!, y convenientemente se esconde detrás de la puerta. Esta fue otra de las pocas veces en las que el doble de Shemp durante su papel se vio obligado a hablar sin la ayuda del doblaje.

### Scheming Schemers
En Scheming Schemers, Palma aparece para la escena de Shemp tocando la bocina del camión. Palma junta varios tubos ocultando su rostro. Palma a continuación obtiene una línea de diálogo —"Sostengan sus caballos, ¿quieren?"—. El doblaje de la voz de Shemp de la banda sonora de The Ghost Talks. Shemp está ausente en varias escenas. En una escena, Larry, al enterarse de que una valiosa obra de arte ha sido robada, le susurra a Moe, "¿Dónde está Shemp? Él ama las pinturas". Moe murmura, "creo que está arriba", explicando la ausencia de distancia de Shemp en los próximos minutos. De los 4 cortos filmados con Palma, éste es en el que tiene menor participación.

### Commotion on the Ocean
En Commotion on the Ocean, Palma sólo aparece en una nueva toma en la escena de la oficina del periódico. Después Larry dice "Oh, yo sé Smitty: debajo del esparcimiento del árbol de castañas, en los puestos del pueblo de Smitty", Moe le da una cachetada. Palma se involucra en el intercambio de slapsticks y se protege a sí mismo en defensa propia, ocultando su cara. Otro nuevo material en todo el corto se compone de Moe y Larry trabajando como dúo la ausencia de Shemp en voz alta.
—Moe: "Me pregunto, ¿qué pasó con Shemp?".
—Larry: "Tú sabes, él se fue a la cubierta para ver si allá afuera hay un poco de comida".
—Moe: "Ah sí, es verdad".

## Primer uso
El aspirante a cineasta Sam Raimi, un profesado fan de los Chiflados, acuñó el término en su primer largometraje The Evil Dead. La mayor parte de su equipo y el elenco abandonaron el proyecto después de grandes retrasos (en su mayoría debido a problemas de presupuestos) empujó a la producción más allá de las seis semanas programadas. Se vio obligado a utilizar a sí mismo, a sus amigos, Bruce Campbell, Rob Tapert, Josh Becker, a su ayudante David Goodman, Ted Raimi como "Falsos Shemps".
Las producciones posteriores de Sam Raimi en el cine y la televisión han utilizado a menudo el término para referirse a suplentes o personajes sin nombres. Por ejemplo, quince falsos Shemps fueron incluidos en los créditos de El ejército de las tinieblas, segunda secuela de The Evil Dead de Raimi. La descripción a veces se modifica en los créditos finales; en Darkman, el rápido cameo de Bruce Campbell en la escena final es acreditado como el "Shemp Final", y Campbell también fue acreditado como "Shemp Wooley" (un juego de palabras del cantante Sheb Wooley) al hacer la voz de "Jean-Claude the Carrier Parrot" en la efímera serie de televisión Jack of all trades.

## Ejemplos
Ha habido muchos Shemps falsos en los últimos años. Uno de los primeros fue el director Ed Wood lo usó del quiropráctico de su esposa, Tom Mason en Plan 9 del espacio exterior de 1959, como sustituto del fallecido Béla Lugosi.
Otro ejemplo es de Back to the Future Part II cuando Crispin Glover fue invitado a repetir el papel de George McFly. Glover mostró interés, pero no pudo llegar a un acuerdo con los productores con respecto al final de la primera película, catalogándolo como materialista, opinión que a Bob Gale (guionista de las películas) no le gustó para nada, y terminaron descartando a Glover para su papel en las secuelas. Para que aparezca el personaje de George McFly, el director Robert Zemeckis utilizó algunas imágenes previamente filmadas de Glover de la primera película y las empalmó Jeffrey Weissman, quien llevaba una prótesis incluyendo una falsa barbilla, nariz y pómulos, y utiliza varios métodos oscurecer, como fondos, gafas de sol, papeles de espaldas, e incluso al revés, para que se asemejen a Glover. Insatisfecho con estos planes, Glover presentó una demanda en contra de los productores de Universal, entre ellos Steven Spielberg, con el argumento de que no tenían permiso para usar la propiedad de su imagen. Debido a la demanda de Glover, ahora hay cláusulas en el Sindicato de Actores de Cine, convenios colectivos que establecen que los productores y los actores no están autorizados a utilizar estos métodos para reproducir la imagen de otros actores.